# Ойґен Зіґґ
Ойґен Зіґґ (1898 — 29 грудня 1994) — швейцарський академічний веслувальник.
Олімпійський чемпіон 1924 року в складі розпашної четвірки зі стерновим, бронзовий призер 1924 року в складі розпашної четвірки без стернового.
Чемпіон Європи 1923, 1924 років у складі розпашної четвірки зі стерновим.